# Saint-Denis-du-Payré
Saint-Denis-du-Payré – miejscowość i gmina we Francji, w regionie Kraj Loary, w departamencie Wandea.
Według danych na rok 1990 gminę zamieszkiwało 387 osób, a gęstość zaludnienia wynosiła 24 osoby/km² (wśród 1504 gmin Kraju Loary Saint-Denis-du-Payré plasuje się na 919. miejscu pod względem liczby ludności, natomiast pod względem powierzchni na miejscu 730.).